# Madrigaal
Een madrigaal is een seculiere overwegend vocale muziekvorm, in de 14e eeuw ontstaan in Noord-Italië. De term madrigaal komt waarschijnlijk van het Latijnse matricale (moedertaal), toen dus Italiaans in plaats van Latijn.  In drie verschillende perioden van de muziekgeschiedenis komen we madrigalen tegen, in de middeleeuwse Italiaanse Trecento-muziek, in de renaissance, en ten slotte in de barok. Het bekendst zijn tegenwoordig de madrigalen uit de renaissance; het was ook veruit de belangrijkste en populairste vocale vorm van deze tijd. Het madrigaal was het meest populair bij Italiaanse (Trecento en Italiaanse renaissance), Vlaamse (renaissance) en Engelse (barok) componisten.

## Het Trecento-madrigaal (ca. 1335 - 1425)

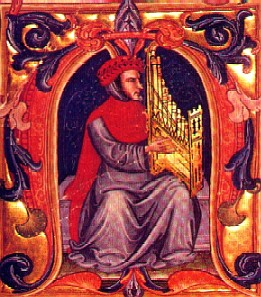
Illustratie uit de Squarcialupi Codex met afbeelding van Landini die een portatief bespeelt. Florence, 15e eeuw.

Het madrigaal in de Trecento-periode (de periode die parallel loopt aan de Franse Ars nova) vertoont een twee- of driestemmige zetting. De gezongen teksten behandelen diverse onderwerpen.
In bijvoorbeeld het manuscript Panciatichi 26 uit Florence staan naast de vele populaire ballata's, en enige Ars nova-werken van Guillaume de Machault, ook madrigalen van Franceso da Firenze (onder andere Fa metter bando e commandar amore, Tu che l' oper' altru' vuo' guidicare, O pianta vaga che nell'alto monte, Si dolce non sono col lir' Orfeo, Non a Narcisso fu piu amar lo spechio), Giovanni da Firenze (onder andere La bella stella che suo fiamma tene - naar Lancillotto Anguissola -, Angel son bianco e vo belando be, Nascoso 'l viso stava 'fra lle fronde, Appress' un fume chiaro), Jacopo da Bologna (onder andere Tanto che sete aquistati nel guisto, O dolce apresso un bel parlaro fiume, O in Ytalia felice Luguria, Io mi son un che le frasch' andando, O cieco mondo di lusinghe pieno), Donato da Firenze (onder andere Seguendo 'l canto d' un uccel selvaggio en Sovran uccello se fra tutti gli altri), Donato da Firenze (onder andere Come 'l potestu far dolce signore). Gherardello da Firenze (onder andere Con levrieri e mastini segugi e bracchi).
De grootste componist van madrigalen in de 14e eeuw was Francesco Landini, van wie de madrigalen zijn opgenomen in de Squarcialupi Codex, een 15e-eeuws geïllustreerd manuscript uit Florence.

## Het madrigaal in de renaissance (ca. 1425 - 1600)
Het madrigaal is in zijn hoogtijdagen in de renaissance een vier- tot zesstemmige polyfone a-capellacompositie met een expliciet wereldlijke tekst.
Het madrigaal was zeer populair in de 16e tot en met het begin van de 17e eeuw. De belangrijkste componisten uit deze bloeiperiode zijn Palestrina, Orlando di Lasso, Gesualdo (late periode) en Monteverdi (overgang naar de basso continuo). Elk van deze componisten heeft meerdere boeken met madrigalen geschreven. Door de opkomst van de grootser opgezette opera na 1600, raakte het madrigaal, dat bescheidener van uitwerking was, vrij snel in onbruik.
Men kan een onderscheid maken naar generaties in deze periode.
- In de vroege periode (voor 1550) ontstrengelde het voorheen  sterk polyfone madrigaal zich onder invloed van de homofonie van de (overigens volkse en vaak nogal platte) frottola. De vereenvoudigde melodie kwam meer ten dienste van de uitdrukking van de tekst. Meestal gaat het om homofone vierstemmige zettingen van een vrij gedicht. Voorbeeld: Jakob Arcadelt
- Na 1550 tot 1580 ontwikkelde het madrigaal zich o.i.v. van het motet in een meer polyfone richting: imiterend karakter voor 5 of 6 stemmen. Ook was er een toename van chromatiek. Grote componisten hebben naast hun geestelijke werken ook (wereldlijke) madrigalen gecomponeerd. Voorbeelden: zijn Willaert, Rore, Andrea Gabrieli, Orlando di Lasso, Philippus de Monte en Palestrina.
- Na 1580 nog uitsluitend Italiaanse componisten. Men vindt hier ver doorgevoerde chromatiek, feitelijk proeftuin voor harmonische experimenten met vooral in de verhalende delen muzikale illustratie van de tekst. Woorden als smart, vreugde, melancholie leiden tot zo uitgebreide toonschildering, dat men deze wel aanduidt als madrigalisme. Voorbeelden zijn Luca Marenzio, Gesualdo en Monteverdi. Hier vindt men ook de overgang van solo-madrigaal naar de monodie met basso continuo. Het solo-madrigaal noemt men een chromatisch madrigaal als de chromatiek de dominante trek is geworden. Bij Claudio Monteverdi, Caccini en Giaches de Wert vindt men deze vorm.
- De Engelse componist John Bennet publiceert in 1599 Weep, O Mine Eyes in zijn eerste verzameling van madrigalen.

## Het madrigaal in de barok (na 1600)
Hoewel in de barok een zeldzame vorm, werd er door componisten die teruggrepen op de renaissancestijl, zoals onder anderen Heinrich Schütz, ook wel gebruikgemaakt van de term madrigaal. Deze madrigalen hadden echter weinig gelijkenis met die uit de bloeiperiode, en waren soms ook voorzien van een religieuze tekst. In dat laatste geval spreekt men ook wel van madrigali spirituali. Het Barokmadrigaal was voorzien van een basso continuo, en was soms zelfs geheel instrumentaal.
Belangrijke componisten uit Engeland zijn in deze periode onder anderen William Byrd en John Dowland. Belangrijke Nederlandse componisten die madrigalen schreven, waren in deze periode Jan Pieterszoon Sweelinck en Cornelis Padbrué.